# Вальтер Ніколаї
Вальтер Ніколаї (нім. Walter Nicolai; 1 серпня 1873, Брауншвейг — 4 травня 1947, Москва) — німецький офіцер, оберст Генштабу. Керівник німецької військової розвідки в роки Першої світової війни.

## Біографія
Вальтер Ніколаї народився в Брауншвейгу в сім'ї гауптмана Прусської армії і дочки селянина. У 1893 році вступив в Прусську армію. В 1901-04 роках навчався у Військовій академії Генерального штабу в Берліні. Здійснив численні службові поїздки в групі офіцерів Генерального штабу. Перед призначенням на посаду начальника розвідувальної служби Верховного командування збройних сил здійснив поїздки в Росію. Абсолютно вільно розмовляв російською мовою.
В 1906 році починає свою кар'єру в рядах співробітників відділу III B військової розвідки Німеччини, очоливши розвідувальний пункт в Кенігсберзі. Йому вдається перетворити Кенігсберзький розвідувальний пункт в головний форпост і розсадник шпигунства проти Росії. В результаті, після двох років служби, на початку 1913 року призначений керівником розвідувальної служби (відділ III B), яка внесла важливий внесок в розкриття австрійського шпигунського скандальної справи Редля. Ніколаї очолював німецьку розвідувальну службу в 1913-19 рік.
Після закінчення Першої світової війни вийшов у відставку. В 1920 році наступником Ніколаї став його колишній заступник майор Фрідріх Гемпп. В епоху Третього Рейху працював в складі експертної комісії Імперського інституту по вивченню історії нової Німеччини.
Після закінчення Другої світової війни в 1945 році Ніколаї був вивезений з Німеччини в Москву, де був підданий ретельному допиту, після чого поселений на спецдачі НКДБ-МДБ в Срібному Бору разом з Фрідріхом Гемппом. Працював над записками мемуарного і аналітичного типу за особистою вказівкою Сталіна. Станом на червень 2021 року доступ до цих записок досі закритий, не відоме навіть їхнє точне місце знаходження — архів ФСБ чи Державний архів РФ. У лютому 1947 року переніс інсульт, а через 3 місяці помер. Останки Ніколаї були кремовані і поховані на Новому Донському кладовищі в братській могилі. У 1999 році за рішенням російських військово-судових органів Вальтер Ніколаї був реабілітований.

## Нагороди
- Столітня медаль (1897)
- Орден Червоного орла 4-го класу
- Почесний хрест (Шварцбург) 2-го класу
- Орден Святих Маврикія та Лазаря, офіцерський хрест (Королівство Італія)
- Орден Франца Йосифа, офіцерський хрест (Австро-Угорщина)
- Орден Данеброг, командорський хрест (Данія)
- Орден Меча, командорський хрест (Швеція)
- Орден «Святий Олександр», великий офіцер (Третє Болгарське царство)
- Орден Меджида 2-го класу (Османська імперія)
- Залізний хрест 2-го і 1-го класу
- Ганзейський Хрест (Гамбург)
- Орден Вюртемберзької корони
  - лицарський хрест з мечами
  - почесний хрест з мечами
- Орден «За військові заслуги» (Баварія)
  - 4-го класу з мечами і короною
  - 3-го класу з мечами
- Галліполійська зірка (Османська імперія)
- Велика срібна медаль «Імтияз» з шаблями (Османська імперія)
- Королівський орден дому Гогенцоллернів, лицарський хрест з мечами
- Орден Альберта (Саксонія), лицарський хрест 1-го класу з короною і мечами
- Військовий Хрест Фрідріха-Августа (Ольденбург) 2-го і 1-го класу
- Хрест «За військові заслуги» (Брауншвейг) 2-го класу
- Хрест «За військові заслуги» (Австро-Угорщина) 3-го класу з військовою відзнакою
- Орден Залізної Корони 3-го класу з військовою відзнакою (Австро-Угорщина)
- Хрест «За вислугу років» (Пруссія)
- Почесний хрест ветерана війни з мечами